# Thecla y-fasciatus
Thecla y-fasciatus är en fjärilsart som beskrevs av Jinhaku Sonan 1929. Thecla y-fasciatus ingår i släktet Thecla och familjen juvelvingar. Inga underarter finns listade i Catalogue of Life.